# Oksovskij
Oksovskij (ryska: Оксовский) är en ort i Archangelsk oblast i Ryssland. Den ligger vid floden Onega, 28 kilometer väster om Plesetsk. Folkmängden uppgår till cirka 2 000 invånare.